# Alexander Posch
Alexander Posch (* 27. März 1968 in Hamburg) ist ein deutscher Autor und Literaturveranstalter.

## Leben
Nach dem Abitur 1987 und dem Wehrdienst unternahm Posch einige weite Reisen (bis nach Kirgistan) und studierte Geschichte an der Universität Hamburg. Das Studium brach er ab. Seit 1996 ist Posch als Literaturveranstalter und Autor in Hamburg aktiv. Er war neben und gemeinsam mit Boris Preckwitz, Tina Uebel und Michael Weins einer der ersten Poetry-Slam-Veranstalter in Deutschland. Von 2000 bis 2011 war er Teil des MACHTclubs (gemeinsam mit Sven Amtsberg, Benjamin Maack, Gordon Roesnick, Tina Uebel und Michael Weins), deren Literaturveranstaltungen, u. a. im Malersaal des Deutschen Schauspielhauses, bundesweit Aufmerksamkeit erregten. Daneben organisierte er die Schischischo und die Liv-Ullmann-Show (mit Cenk Bekdemir, Mariola Brillowska, Jürgen Noltensmeier, Thorsten Passfeld und Michael Weins). 1999 erschien sein erstes Buch („Schlucker 2000“), 2014 sein zweites („Sie nennen es Nichtstun“). 2024 erschien der Erzählband "Tage zählen". Posch arbeitet am Projekt "Schulhausroman" mit. Er ist verheiratet und hat drei Kinder. Er lebt in Hamburg-Rahlstedt.

## Werk
Im 1999 erschienenen Band „Schlucker 2000“ schildert Posch 33 Köpfe aus dem damaligen literarischen Leben in Hamburg in der für ihn typischen skurrilen Weise. Sein 2014 veröffentlichter Roman „Sie nennen es Nichtstun“, der sofort Aufmerksamkeit erregte, schildert auf  komisch-verzweifelte Weise das vorstädtische Familienleben aus der Sicht eines schreibenden Hausmannes. Poschs namenloser Erzähler versucht jeden Tag aufs Neue, die Splitter der Welt zusammenzufügen. Der Roman thematisiert das Ringen um Identität eines (Ex?)-Punks inmitten der Anforderungen des Alltags einer Familie mit drei Kindern. Er wurde von der Kritik durchgängig positiv aufgenommen. 2024 erschien der Erzählband "Tage zählen", mit dem, so Thomas Andre im Hamburger Abendblatt der Autor "mit seinen mit düsterer Komik durchzogenen Geschichten" abermals überzeuge.

## Zitat
„Ich bin ein fusseliger, assoziationsreicher Typ, auch ohne Frau und Kinder. Ich war schon immer so. Bestimmt hätte ich als Kind ADHS gehabt – hätte es das damals schon gegeben.“

## Veröffentlichungen
- Schlucker 2000. 33 Köpfe aus Hamburgs literarischer Clubkultur, mit Zeichnungen von Dierk Hagedorn, Hamburg 1999, ISBN 978-3-932176-08-1
- Sie nennen es Nichtstun, Roman, München 2014, ISBN 978-3-7844-3346-2
- stubenhocker. Cóte obscure no.4, zusammen mit Lars Dahms und Thomas Tannenberg, Erzählungen, Hamburg, 2019
- 'zum sprung bereit - am wandsbeker markt' in: Raus! Nur Raus! Unterwegs zu den Lieblingsorten der Hamburger Literatur: Durch Hamburg mit der Literaturszene. Herausgegeben von Carolin Löher, Antje Flemming und Thomas Andre, Hamburg, 2020, ISBN 978-3-96060-534-8
- Tage zählen. Hamburg, minimal trash art 2024, ISBN 978-3-9814175-8-6

Diverse Beiträge in Zeitschriften, u. a.
- Beitrag im Ausstellungskatalog: Thorsten Passfeld – Ich bin zurück! Stunden zu spät, im Grunde Jahre, Alexander Sairally (Hrsg.), Kerber Christof Verlag, 2011, ISBN 978-3-86678-408-6
- Beitrag im Fotokatalog: 24 Stunden Bielefeld: (k)ein normales Stadtportrait, Westfalen-Verlag, 2000, ISBN 978-3-88918-098-8
- Beiträge in der jährlichen Anthologie 'Hamburger Ziegel' VI – XVIII', 1997–2014.